# Natation sportive aux championnats du monde de natation 2009
Navigation
Melbourne 2007 Rome 2011

40 épreuves de natation sportive sont disputées dans le cadre des Championnats du monde de natation 2009 organisés à Rome (Italie). Elles se déroulent du 26 juillet au 2 août 2009 au cœur du complexe du Stade nautique olympique situé au Foro Italico. 

## Nage libre

### 50 m nage libre
| Rang | Pays              | Nageur             | Temps   |        |
| ---- | ----------------- | ------------------ | ------- | ------ |
| 1    | Brésil            | César Cielo        | 21 s 08 | RAm,RC |
| 2    | France            | Frédérick Bousquet | 21 s 21 |        |
| 3    | France            | Amaury Leveaux     | 21 s 25 |        |
| 4    | Croatie           | Duje Draganja      | 21 s 38 |        |
| 5    | États-Unis        | Cullen Jones       | 21 s 47 |        |
| 6    | États-Unis        | Nathan Adrian      | 21 s 49 |        |
| 7    | Trinité-et-Tobago | George Bovell III  | 21 s 51 |        |
| 8    | Suède             | Stefan Nystrand    | 21 s 53 |        |

| Rang | Pays        | Nageuse           | Temps   |          |
| ---- | ----------- | ----------------- | ------- | -------- |
| 1    | Allemagne   | Britta Steffen    | 23 s 73 | RM,RE,RC |
| 2    | Suède       | Therese Alshammar | 23 s 88 | RN       |
| 3    | Australie   | Cate Campbell     | 23 s 99 |          |
| 3    | Pays-Bas    | Marleen Veldhuis  | 23 s 99 |          |
| 5    | Royaume-Uni | Francesca Halsall | 24 s 11 | RN       |
| 6    | Australie   | Libby Trickett    | 24 s 19 |          |
| 7    | États-Unis  | Amanda Weir       | 24 s 23 |          |
| 8    | États-Unis  | Dara Torres       | 24 s 48 |          |

### 100 m nage libre
| Rang | Pays           | Nageur             | Temps   |           |
| ---- | -------------- | ------------------ | ------- | --------- |
| 1    | Brésil         | César Cielo        | 46 s 91 | RM,RAm,RC |
| 2    | France         | Alain Bernard      | 47 s 12 | RE,RN     |
| 3    | France         | Frédérick Bousquet | 47 s 25 |           |
| 4    | Canada         | Brent Hayden       | 47 s 27 | RN        |
| 5    | États-Unis     | David Walters      | 47 s 33 | RN        |
| 6    | Suède          | Stefan Nystrand    | 47 s 37 | RN        |
| 7    | Afrique du Sud | Lyndon Ferns       | 47 s 94 |           |
| 8    | Brésil         | Nicolas Oliveira   | 48 s 01 |           |

Record d'Afrique en 47 s 79 par Lyndon Ferns en séries
| Rang | Pays        | Nageuse             | Temps   |          |
| ---- | ----------- | ------------------- | ------- | -------- |
| 1    | Allemagne   | Britta Steffen      | 52 s 07 | RM,RE,RC |
| 2    | Royaume-Uni | Francesca Halsall   | 52 s 87 | RN       |
| 3    | Australie   | Libby Trickett      | 52 s 93 |          |
| 4    | États-Unis  | Amanda Weir         | 53 s 12 |          |
| 5    | États-Unis  | Dana Vollmer        | 53 s 30 |          |
| 6    | Pays-Bas    | Ranomi Kromowidjojo | 53 s 37 |          |
| 7    | Danemark    | Jeanette Ottesen    | 53 s 70 |          |
| 8    | Hongrie     | Evelyn Verrasztó    | 53 s 92 |          |

Record d'Amérique en 53 s 20 par Amanda Weir en série,
puis en 53 s 02 en demi-finale

### 200 m nage libre
| Rang | Pays           | Nageur                | Temps         |          |
| ---- | -------------- | --------------------- | ------------- | -------- |
| 1    | Allemagne      | Paul Biedermann       | 1 min 42 s 00 | RM,RE,RC |
| 2    | États-Unis     | Michael Phelps        | 1 min 43 s 22 |          |
| 3    | Russie         | Danila Izotov         | 1 min 43 s 90 | RN       |
| 4    | Japon          | Sho Uchida            | 1 min 45 s 24 | RN       |
| 5    | Australie      | Kenrick Monk          | 1 min 45 s 46 |          |
| 6    | Afrique du Sud | Jean Basson           | 1 min 45 s 67 | RAf      |
| 7    | Pays-Bas       | Sebastiaan Verschuren | 1 min 46 s 05 |          |
| 8    | Russie         | Nikita Lobintsev      | 1 min 46 s 33 |          |

Record d'Europe en 1 min 43 s 45 par Paul Biedermann en demi-finale,

record d'Afrique en 1 min 45 s 82 par Jean Basson en demi-finale.
| Rang | Pays        | Nageuse             | Temps         |          |
| ---- | ----------- | ------------------- | ------------- | -------- |
| 1    | Italie      | Federica Pellegrini | 1 min 52 s 98 | RM,RE,RC |
| 2    | États-Unis  | Allison Schmitt     | 1 min 54 s 96 | RAm      |
| 3    | États-Unis  | Dana Vollmer        | 1 min 55 s 64 |          |
| 4    | Royaume-Uni | Joanne Jackson      | 1 min 55 s 88 |          |
| 5    | Chine       | Yang Yu             | 1 min 56 s 28 |          |
| 6    | Chine       | Pang Jiaying        | 1 min 56 s 47 |          |
| 7    | Hongrie     | Agnes Mutina        | 1 min 56 s 70 |          |
| 8    | Hongrie     | Evelyn Verrasztó    | 1 min 57 s 50 |          |

Record du monde en 1 min 53 s 67 par Federica Pellegrini en demi-finale,
record d'Amérique en 1 min 55 s 29 par Dana Vollmer en demi-finale.

### 400 m nage libre
| Rang | Pays        | Nageur           | Temps         |          |
| ---- | ----------- | ---------------- | ------------- | -------- |
| 1    | Allemagne   | Paul Biedermann  | 3 min 40 s 07 | RM,RE,RC |
| 2    | Tunisie     | Oussama Mellouli | 3 min 41 s 11 | RAf      |
| 3    | Chine       | Zhang Lin        | 3 min 41 s 35 | RAs      |
| 4    | États-Unis  | Peter Vanderkaay | 3 min 43 s 20 |          |
| 5    | Danemark    | Mads Glæsner     | 3 min 44 s 40 | RN       |
| 6    | Hongrie     | Gergő Kis        | 3 min 46 s 30 |          |
| 7    | Canada      | Ryan Cochrane    | 3 min 46 s 60 |          |
| 8    | Royaume-Uni | David Davies     | 3 min 47 s 02 |          |

Record d'Europe en 3 min 43 s 01 par Paul Biedermann en séries.
| Rang | Pays        | Nageuse                  | Temps         |          |
| ---- | ----------- | ------------------------ | ------------- | -------- |
| 1    | Italie      | Federica Pellegrini      | 3 min 59 s 15 | RM,RE,RC |
| 2    | Royaume-Uni | Joanne Jackson           | 4 min 0 s 60  | RN       |
| 3    | Royaume-Uni | Rebecca Adlington        | 4 min 0 s 79  |          |
| 4    | États-Unis  | Allison Schmitt          | 4 min 2 s 51  |          |
| 5    | France      | Coralie Balmy            | 4 min 3 s 29  |          |
| 6    | Roumanie    | Camelia Potec            | 4 min 3 s 41  |          |
| 7    | France      | Ophélie-Cyrielle Étienne | 4 min 4 s 54  |          |
| 8    | Danemark    | Lotte Friis              | 4 min 7 s 62  |          |

### 800 m nage libre
| Rang | Pays        | Nageur               | Temps         |           |
| ---- | ----------- | -------------------- | ------------- | --------- |
| 1    | Chine       | Zhang Lin            | 7 min 32 s 12 | RM,RAs,RC |
| 2    | Tunisie     | Oussama Mellouli     | 7 min 35 s 27 | RAf       |
| 3    | Canada      | Ryan Cochrane        | 7 min 41 s 92 | RAm       |
| 4    | Italie      | Federico Colbertaldo | 7 min 43 s 84 | RE        |
| 5    | Royaume-Uni | David Davies         | 7 min 44 s 32 | RN        |
| 6    | États-Unis  | Peter Vanderkaay     | 7 min 48 s 44 |           |
| 7    | Russie      | Iouri Priloukov      | 7 min 49 s 46 |           |
| 7    | Espagne     | Marco Rivera         | 7 min 49 s 46 |           |

Record d'Afrique en 7 min 41 s 82 par Oussama Mellouli en séries,

record d'Amérique en 7 min 43 s 61 par Ryan Cochrane en séries,

record d'Europe en 7 min 44 s 29 par Federico Colbertaldo en séries.
| Rang | Pays           | Nageuse                  | Temps         |       |
| ---- | -------------- | ------------------------ | ------------- | ----- |
| 1    | Danemark       | Lotte Friis              | 8 min 15 s 92 | RC,RN |
| 2    | Royaume-Uni    | Joanne Jackson           | 8 min 16 s 66 |       |
| 3    | Italie         | Alessia Filippi          | 8 min 17 s 21 | RN    |
| 4    | Royaume-Uni    | Rebecca Adlington        | 8 min 17 s 90 |       |
| 5    | Roumanie       | Camelia Potec            | 8 min 20 s 44 |       |
| 6    | Espagne        | Erika Villaécija         | 8 min 25 s 97 |       |
| 7    | France         | Ophélie-Cyrielle Étienne | 8 min 26 s 35 |       |
| 8    | Afrique du Sud | Wendy Trott              | 8 min 29 s 61 |       |
| 9    | Chili          | Kristel Kobrich Schimpl  | 8 min 30 s 10 |       |

### 1500 m nage libre
| Rang | Pays        | Nageur               | Temps          |     |
| ---- | ----------- | -------------------- | -------------- | --- |
| 1    | Tunisie     | Oussama Mellouli     | 14 min 37 s 28 | RAf |
| 2    | Canada      | Ryan Cochrane        | 14 min 41 s 38 |     |
| 3    | Chine       | Sun Yang             | 14 min 46 s 84 |     |
| 4    | Italie      | Federico Colbertaldo | 14 min 48 s 28 | RN  |
| 5    | Chine       | Zhang Lin            | 14 min 54 s 23 |     |
| 6    | Royaume-Uni | David Davies         | 14 min 57 s 3  |     |
| 7    | Espagne     | Marco Rivera         | 15 min 1 s 92  |     |
| 8    | Italie      | Samuel Pizzetti      | 15 min 19 s 38 |     |

| Rang | Pays           | Nageuse                 | Temps          |       |
| ---- | -------------- | ----------------------- | -------------- | ----- |
| 1    | Italie         | Alessia Filippi         | 15 min 44 s 93 | RE,RC |
| 2    | Danemark       | Lotte Friis             | 15 min 46 s 30 | RN    |
| 3    | Roumanie       | Camelia Potec           | 15 min 55 s 63 |       |
| 4    | Chili          | Kristel Köbrich         | 15 min 57 s 57 |       |
| 5    | Espagne        | Erika Villaécija García | 16 min 0 s 25  | RN    |
| 6    | Afrique du Sud | Wendy Trott             | 16 min 9 s 22  |       |
| 7    | Australie      | Melissa Gorman          | 16 min 9 s 66  |       |
| 8    | États-Unis     | Chloe Sutton            | 16 min 16 s 10 |       |

Record d'Afrique en 16 min 8 s 96 par Wendy Trott en séries.

## Papillon

### 50 m papillon
| Rang | Pays      | Nageur                 | Temps   |      |
| ---- | --------- | ---------------------- | ------- | ---- |
| 1    | Serbie    | Milorad Čavić          | 22 s 67 | RC   |
| 2    | Australie | Matthew Targett        | 22 s 73 |      |
| 3    | Espagne   | Rafael Munoz           | 22 s 88 |      |
| 4    | Danemark  | Jakob Schiott Andkjaer | 22 s 93 |      |
| 5    | Brésil    | Nicholas Santos        | 23 s 00 | RAf= |
| 6    | Kenya     | Jason Dunford          | 23 s 04 |      |
| 7    | Venezuela | Albert Subirats        | 23 s 07 |      |
| 8    | Croatie   | Duje Draganja          | 23 s 10 |      |

Record d'Afrique en 22 s 90 par  Roland Schoeman en séries,

record d'Amérique en 23 s par Nicholas Santos en demi-finale.
| Rang | Pays      | Nageuse           | Temps   |     |
| ---- | --------- | ----------------- | ------- | --- |
| 1    | Australie | Marieke Guehrer   | 25 s 48 | ROc |
| 2    | Chine     | Zhou Yafei        | 25 s 57 | RAs |
| 3    | Norvège   | Ingvild Snildal   | 25 s 58 |     |
| 4    | Suède     | Therese Alshammar | 25 s 59 |     |
| 5    | Pays-Bas  | Marleen Veldhuis  | 25 s 63 |     |
| 6    | Suède     | Sarah Sjöström    | 25 s 66 |     |
| 7    | France    | Diane Bui Duyet   | 25 s 92 |     |
| 8    | Brésil    | Daynara De Paula  | 26 s 12 |     |

Record d'Asie en 26 s par Zhou Yafei en séries, puis en 25 s 59 en demi-finale,

record du monde en 25 s 07 par Therese Alshammar en demi-finale,

record d'Océanie en 25 s 58 par Marieke Guehrer en demi-finale.

### 100 m papillon
| Rang | Pays       | Nageur                | Temps   |           |
| ---- | ---------- | --------------------- | ------- | --------- |
| 1    | États-Unis | Michael Phelps        | 49 s 82 | RM,RAm,RC |
| 2    | Serbie     | Milorad Čavić         | 49 s 95 | RE        |
| 3    | Espagne    | Rafael Muñoz          | 50 s 41 | RN        |
| 4    | Venezuela  | Albert Subirats Altes | 50 s 79 |           |
| 5    | Australie  | Andrew Lauterstein    | 50 s 85 | ROc       |
| 6    | Kenya      | Jason Dunford         | 51 s 7  |           |
| 7    | États-Unis | Tyler McGill          | 51 s 42 |           |
| 8    | Brésil     | Gabriel Mangabeira    | 51 s 74 |           |

Record d'Asie en 51 s 24 par  Takuro Fujii en séries,

record d'Afrique en 50 s 78 par Jason Dunford en demi-finale.
| Rang | Pays       | Nageuse           | Temps   |          |
| ---- | ---------- | ----------------- | ------- | -------- |
| 1    | Suède      | Sarah Sjöström    | 56 s 06 | RM,RE,RC |
| 2    | Australie  | Jessicah Schipper | 56 s 23 | ROc      |
| 3    | Chine      | Jiao Liuyang      | 56 s 86 | RAs      |
| 4    | France     | Aurore Mongel     | 56 s 89 | RN       |
| 5    | Brésil     | Gabriella Silva   | 56 s 94 | RAm      |
| 5    | États-Unis | Dana Vollmer      | 56 s 94 | RAm      |
| 7    | Norvège    | Ingvild Snildal   | 56 s 96 | RN       |
| 8    | Pays-Bas   | Marleen Veldhuis  | 57 s 79 |          |

Record du monde en 56 s 44 par Sarah Sjöström en demi-finale.

### 200 m papillon
| Rang | Pays           | Nageur             | Temps         |           |
| ---- | -------------- | ------------------ | ------------- | --------- |
| 1    | États-Unis     | Michael Phelps     | 1 min 51 s 51 | RM,RAm,RC |
| 2    | Pologne        | Paweł Korzeniowski | 1 min 53 s 23 | RN        |
| 3    | Japon          | Takeshi Matsuda    | 1 min 53 s 32 |           |
| 4    | Brésil         | Kaio Almeida       | 1 min 54 s 27 |           |
| 5    | États-Unis     | Tyler Clary        | 1 min 54 s 45 |           |
| 6    | Autriche       | Dinko Jukic        | 1 min 55 s 08 |           |
| 7    | Afrique du Sud | Sebastien Rousseau | 1 min 55 s 43 |           |
| 7    | Royaume-Uni    | Michael Rock       | 1 min 55 s 43 |           |

Record d'Afrique en 1 min 54 s 51 par Sebastien Rousseau en séries
| Rang | Pays       | Nageuse           | Temps        |           |
| ---- | ---------- | ----------------- | ------------ | --------- |
| 1    | Australie  | Jessicah Schipper | 2 min 3 s 41 | RM,ROc,RC |
| 2    | Chine      | Liu Zige          | 2 min 3 s 90 | RAs       |
| 3    | Hongrie    | Katinka Hosszú    | 2 min 4 s 28 |           |
| 4    | États-Unis | Mary Descenza     | 2 min 4 s 41 |           |
| 5    | Chine      | Jiao Liuyang      | 2 min 4 s 50 |           |
| 6    | France     | Aurore Mongel     | 2 min 5 s 48 |           |
| 7    | Canada     | Audrey Lacroix    | 2 min 5 s 95 | RN        |
| 8    | Australie  | Samantha Hamill   | 2 min 6 s 11 |           |

Record du monde en 2 min 4 s 14 par Mary DeScenza en séries,
record d'Europe en 2 min 4 s 27 par Katinka Hosszú en demi-finale,
record d'Océanie zn 2 min 4 s 87 par Jessicah Schipper en demi-finale.

## Dos

### 50 m dos
| Rang | Pays           | Nageur                | Temps   |          |
| ---- | -------------- | --------------------- | ------- | -------- |
| 1    | Royaume-Uni    | Liam Tancock          | 24 s 4  | RM,RE,RC |
| 2    | Japon          | Junya Koga            | 24 s 24 |          |
| 3    | Afrique du Sud | Gerhard Zandberg      | 24 s 34 | RN       |
| 4    | Espagne        | Aschwin Wildeboer     | 24 s 57 |          |
| 5    | France         | Camille Lacourt       | 24 s 61 | RF       |
| 6    | Allemagne      | Helge Meeuw           | 24 s 63 |          |
| 7    | Grèce          | Aristídis Grigoriádis | 24 s 87 |          |
| 8    | Italie         | Mirco Di Tora         | 25 s 15 |          |

Record d'Afrique en 24 s 68 par Gerhard Zandberg en séries et en demi-finale,

record d'Asie en 24 s 29 par Junya Koga en demi-finale.
| Rang | Pays        | Nageuse                | Temps   |           |
| ---- | ----------- | ---------------------- | ------- | --------- |
| 1    | Chine       | Zhao Jing              | 27 s 06 | RM,RAs,RC |
| 2    | Allemagne   | Daniela Samulski       | 27 s 23 | RE        |
| 3    | Chine       | Gao Chang              | 27 s 28 |           |
| 4    | Russie      | Anastasia Zueva        | 27 s 31 |           |
| 5    | Biélorussie | Aleksandra Gerasimenya | 27 s 62 |           |
| 6    | Australie   | Sophie Edington        | 27 s 73 |           |
| 7    | Australie   | Emily Seebohm          | 27 s 83 |           |
| 8    | Brésil      | Fabiola Molina         | 27 s 88 |           |

Record du monde en 27 s 38 par Anastasia Zueva en demi-finale,

record d'Asie en 27 s 59 par Zhao Jing en demi-finale.

### 100 m dos
| Rang | Pays        | Nageur                | Temps   |        |
| ---- | ----------- | --------------------- | ------- | ------ |
| 1    | Japon       | Junya Koga            | 52 s 26 | RAs,RC |
| 2    | Allemagne   | Helge Meeuw           | 52 s 54 |        |
| 3    | Espagne     | Aschwin Wildeboer     | 52 s 64 |        |
| 4    | Japon       | Ryosuke Irie          | 52 s 73 |        |
| 4    | Royaume-Uni | Liam Tancock          | 52 s 73 | RN     |
| 6    | Russie      | Arkadi Viatchanine    | 52 s 87 | RN     |
| 7    | États-Unis  | Matt Grevers          | 53 s 14 |        |
| 8    | Grèce       | Aristídis Grigoriádis | 53 s 43 |        |

Record d'Asie en 52 s 39 par Junya Koga en demi-finale.
| Rang | Pays        | Nageuse            | Temps   |          |
| ---- | ----------- | ------------------ | ------- | -------- |
| 1    | Royaume-Uni | Gemma Spofforth    | 58 s 12 | RM,RE,RC |
| 2    | Russie      | Anastasia Zueva    | 58 s 18 | RN       |
| 3    | Australie   | Emily Seebohm      | 58 s 88 | ROc      |
| 4    | Japon       | Shiho Sakai        | 59 s 14 | RAs      |
| 5    | Chine       | Zhao Jing          | 59 s 28 | RN       |
| 6    | États-Unis  | Hayley McGregory   | 59 s 42 |          |
| 7    | Royaume-Uni | Elizabeth Simmonds | 59 s 71 |          |
| 8    | Zimbabwe    | Kirsty Coventry    | 59 s 74 |          |

Record du monde en 58 s 48 par Anastasia Zueva en demi-finale,
record d'Asie en 59 s 29 par Shiho Sakai en demi-finale.

### 200 m dos
| Rang | Pays           | Nageur             | Temps           |           |
| ---- | -------------- | ------------------ | --------------- | --------- |
| 1    | États-Unis     | Aaron Peirsol      | 1 min 51 s 92   | RM,RAm,RC |
| 2    | Japon          | Ryosuke Irie       | 1 min 52 min 51 | RN        |
| 3    | États-Unis     | Ryan Lochte        | 1 min 53 s 82   |           |
| 4    | Russie         | Arkadi Viatchanine | 1 min 54 s 75   |           |
| 5    | Espagne        | Aschwin Wildeboer  | 1 min 54 s 82   |           |
| 6    | Russie         | Stanislav Donets   | 1 min 55 s 36   |           |
| 7    | Pologne        | Radoslaw Kawecki   | 1 min 55 s 60   |           |
| 8    | Afrique du Sud | George du Rand     | 1 min 56 s 63   |           |

Record d'Afrique en 1 min 56 s 06 par George Du Rand en séries,

Record d'Europe en 1 min 54 s 90 par Arkadi Viatchanine en demi-finale,

Record d'Afrique en 1 min 55 s 75 par George Du Rand en demi-finale.
| Rang | Pays        | Nageuse            | Temps        |           |
| ---- | ----------- | ------------------ | ------------ | --------- |
| 1    | Zimbabwe    | Kirsty Coventry    | 2 min 4 s 81 | RM,RAf,RC |
| 2    | Russie      | Anastasia Zueva    | 2 min 4 s 94 |           |
| 3    | États-Unis  | Elizabeth Beisel   | 2 min 6 s 39 |           |
| 4    | Royaume-Uni | Gemma Spofforth    | 2 min 6 s 66 |           |
| 5    | Royaume-Uni | Elizabeth Simmonds | 2 min 7 s 98 |           |
| 6    | États-Unis  | Elizabeth Pelton   | 2 min 8 s 4  |           |
| 7    | France      | Alexianne Castel   | 2 min 8 s 13 |           |
| 8    | Japon       | Aya Terakawa       | 2 min 9 s 9  |           |

## Brasse

### 50 m brasse
| Rang | Pays           | Nageur                | Temps   |           |
| ---- | -------------- | --------------------- | ------- | --------- |
| 1    | Afrique du Sud | Cameron van der Burgh | 26 s 67 | RM,RAf,RC |
| 2    | Brésil         | Felipe França         | 26 s 76 |           |
| 3    | États-Unis     | Mark Gangloff         | 26 s 86 |           |
| 4    | Australie      | Brenton Rickard       | 26 s 95 |           |
| 4    | Allemagne      | Hendrik Feldwehr      | 26 s 95 |           |
| 6    | Slovénie       | Matjaz Markic         | 27 s 10 |           |
| 7    | Slovénie       | Emil Tahirovic        | 27 s 31 |           |
| 7    | Brésil         | Joao Gomes Jr.        | 27 s 31 |           |

| Rang | Pays       | Nageuse         | Temps   |          |
| ---- | ---------- | --------------- | ------- | -------- |
| 1    | Russie     | Yuliya Efimova  | 30 s 9  | RM,RE,RC |
| 2    | États-Unis | Rebecca Soni    | 30 s 11 |          |
| 3    | Australie  | Sarah Katsoulis | 30 s 16 |          |
| 4    | Pays-Bas   | Moniek Nijhuis  | 30 s 46 |          |
| 5    | Canada     | Annamay Pierse  | 30 s 53 |          |
| 6    | États-Unis | Kasey Carlson   | 30 s 65 |          |
| 7    | Canada     | Reason Amanda   | 30 s 67 |          |
| 8    | Australie  | Tarnee White    | 30 s 91 |          |

### 100 m brasse
| Rang | Pays           | Nageur                | Temps   |           |
| ---- | -------------- | --------------------- | ------- | --------- |
| 1    | Australie      | Brenton Rickard       | 58 s 58 | RM,ROc,RC |
| 2    | France         | Hugues Duboscq        | 58 s 64 | RE        |
| 3    | Afrique du Sud | Cameron van der Burgh | 58 s 95 | RAf       |
| 4    | États-Unis     | Eric Shanteau         | 58 s 98 |           |
| 5    | Ukraine        | Igor Borysik          | 59 s 23 |           |
| 6    | Lituanie       | Giedrius Titenis      | 59 s 27 |           |
| 7    | Allemagne      | Hendrik Feldwehr      | 59 s 33 |           |
| 8    | Brésil         | Henrique Barbosa      | 59 s 54 |           |

| Rang | Pays       | Nageuse               | Temps        |    |
| ---- | ---------- | --------------------- | ------------ | -- |
| 1    | États-Unis | Rebecca Soni          | 1 min 4 s 93 |    |
| 2    | Russie     | Yuliya Efimova        | 1 min 5 s 41 | RE |
| 3    | États-Unis | Kasey Carlson         | 1 min 5 s 75 |    |
| 4    | Australie  | Sarah Katsoulis       | 1 min 5 s 86 |    |
| 5    | Canada     | Annamay Pierse        | 1 min 6 s 37 |    |
| 6    | Danemark   | Rikke Møller Pedersen | 1 min 6 s 38 | RN |
| 7    | Autriche   | Mirna Jukić           | 1 min 6 s 75 |    |
| 8    | Allemagne  | Sarah Poewe           | 1 min 7 s 01 |    |

### 200 m brasse
| Rang | Pays       | Nageur             | Temps         |    |
| ---- | ---------- | ------------------ | ------------- | -- |
| 1    | Hongrie    | Dániel Gyurta      | 2 min 7 s 64  | RE |
| 2    | États-Unis | Eric Shanteau      | 2 min 7 s 65  |    |
| 3    | Lituanie   | Giedrius Titenis   | 2 min 7 s 80  |    |
| 3    | Australie  | Christian Sprenger | 2 min 7 s 80  |    |
| 5    | Australie  | Brenton Rickard    | 2 min 8 s 23  |    |
| 6    | Italie     | Edoardo Giorgetti  | 2 min 8 s 86  |    |
| 7    | Brésil     | Henrique Barbosa   | 2 min 9 s 35  |    |
| 8    | Italie     | Loris Facci        | 2 min 10 s 26 |    |

Record du monde en 2 min 7 s 31 par Christian Sprenger en demi-finale.
| Rang | Pays       | Nageuse        | Temps         |    |
| ---- | ---------- | -------------- | ------------- | -- |
| 1    | Serbie     | Nadja Higl     | 2 min 21 s 62 | RE |
| 2    | Canada     | Annamay Pierse | 2 min 21 s 84 | RN |
| 3    | Autriche   | Mirna Jukić    | 2 min 21 s 97 |    |
| 4    | États-Unis | Rebecca Soni   | 2 min 22 s 15 |    |
| 5    | Japon      | Rie Kaneto     | 2 min 23 s 3  |    |
| 6    | Japon      | Nanaka Tamura  | 2 min 23 s 12 |    |
| 7    | Canada     | Martha McCabe  | 2 min 23 s 36 |    |
| 8    | Suède      | Joline Hostman | 2 min 23 s 62 |    |

## 4 nages

### 200 m 4 nages
| Rang | Pays        | Nageur         | Temps         |           |
| ---- | ----------- | -------------- | ------------- | --------- |
| 1    | États-Unis  | Ryan Lochte    | 1 min 54 s 10 | RM,RAm,RC |
| 2    | Hongrie     | László Cseh    | 1 min 55 s 24 |           |
| 3    | États-Unis  | Eric Shanteau  | 1 min 55 s 36 |           |
| 4    | Brésil      | Thiago Pereira | 1 min 55 s 55 |           |
| 5    | Australie   | Leith Brodie   | 1 min 56 s 69 | ROc       |
| 6    | Royaume-Uni | James Goddard  | 1 min 57 s 93 |           |
| 7    | Japon       | Ken Takakuwa   | 1 min 58 s 02 |           |
| 8    | Hongrie     | Gergo Kis      | 1 min 59 s 32 |           |

Record d'Océanie en 1 min 57 s 66 par Leith Brodie en séries, puis 1 min 56 s 75 en demi-finale,
record d'Europe par László Cseh en 1 min 56 s 34 en séries puis en 1 min 55 s 18 en demi-finale.
| Rang | Pays        | Nageuse             | Temps         |           |
| ---- | ----------- | ------------------- | ------------- | --------- |
| 1    | États-Unis  | Ariana Kukors       | 2 min 6 s 15  | RM,RAm,RC |
| 2    | Australie   | Stephanie Rice      | 2 min 7 s 03  | ROc       |
| 3    | Hongrie     | Katinka Hosszú      | 2 min 7 s 46  | RE        |
| 4    | Zimbabwe    | Kirsty Coventry     | 2 min 8 s 94  |           |
| 5    | Danemark    | Julie Hjorth-Hansen | 2 min 9 s 73  |           |
| 6    | Royaume-Uni | Hannah Miley        | 2 min 9 s 91  |           |
| 7    | Hongrie     | Evelyn Verrasztó    | 2 min 9 s 98  |           |
| 8    | France      | Camille Muffat      | 2 min 10 s 85 |           |

Record d'Amérique en 2 min 8 s 53 par Ariana Kukors en séries,

record d'Europe en 2 min 9 s 12 par Katinka Hosszú en séries,

record du monde en 2 min 7 s 03 par Ariana Kukors en demi-finale.

### 400 m 4 nages
| Rang | Pays        | Nageur          | Temps         |  |
| ---- | ----------- | --------------- | ------------- |  |
| 1    | États-Unis  | Ryan Lochte     | 4 min 7 s     |  |
| 2    | États-Unis  | Tyler Clary     | 4 min 7 s 31  |  |
| 3    | Hongrie     | László Cseh     | 4 min 7 s 37  |  |
| 4    | Brésil      | Thiago Pereira  | 4 min 8 s 86  |  |
| 5    | Hongrie     | Gergo Kis       | 4 min 10 s 40 |  |
| 6    | Israël      | Gal Nevo        | 4 min 12 s 33 |  |
| 7    | Italie      | Luca Marin      | 4 min 13 s 63 |  |
| 7    | Royaume-Uni | Thomas Haffield | 4 min 13 s 63 |  |

| Rang | Pays        | Nageuse           | Temps         |    |
| ---- | ----------- | ----------------- | ------------- | -- |
| 1    | Hongrie     | Katinka Hosszú    | 4 min 30 s 31 | RE |
| 2    | Zimbabwe    | Kirsty Coventry   | 4 min 32 s 12 |    |
| 3    | Australie   | Stephanie Rice    | 4 min 32 s 29 |    |
| 4    | Royaume-Uni | Hannah Miley      | 4 min 32 s 72 |    |
| 5    | États-Unis  | Elizabeth Beisel  | 4 min 34 s 90 |    |
| 6    | États-Unis  | Julia Smit        | 4 min 35 s 33 |    |
| 7    | Hongrie     | Zsuzsanna Jakabos | 4 min 37 s 85 |    |
| 8    | Canada      | Tanya Hunks       | 4 min 38 s 15 |    |

## Relais

### 4 × 100 m nage libre
| Rang | Pays           | Nageurs | Temps         |     |
| ---- | -------------- | --- | ------------- | --- |
| 1    | États-Unis     | Michael Phelps (47 s 78) Ryan Lochte (47 s 03) Matt Grevers (47 s 61) Nathan Adrian (46 s 79)              | 3 min 9 s 21  | RC  |
| 2    | Russie         | Evgeny Lagunov (47 s 90) Andrey Grechin (47 s 00) Danila Izotov (47 s 23) Alexander Sukhorukov (47 s 39)   | 3 min 9 s 52  |     |
| 3    | France         | Fabien Gilot (47 s 73) Alain Bernard (46 s 46) Grégory Mallet (48 s 28) Frédérick Bousquet (47 s 42)       | 3 min 9 s 89  |     |
| 4    | Brésil         | César Cielo (47 s 09, RC) Nicolas Oliveira (47 s 39) Guiherme Santos (48 s 15) Fernando Silva (48 s 17)    | 3 min 10 s 80 |     |
| 5    | Italie         | Alessandro Calvi (49 s 03) Christian Galenda (47 s 60) Marco Orsi (47 s 91) Filippo Magnini (47 s 39)      | 3 min 11 s 93 |     |
| 5    | Afrique du Sud | Lyndon Ferns (48 s 32) Graeme Moore (48 s 05) Darian Townsend (48 s 05) Roland Schoeman (47 s 51)          | 3 min 11 s 93 | RAf |
| 7    | Royaume-Uni    | Adam Brown (48 s 66) Simon Burnett (47 s 50) Liam Tancock (47 s 81) Ross Davenport (48 s 12)               | 3 min 12 s 09 |     |
| 8    | Australie      | Matthew Abood (48 s 79) Matthew Targett (47 s 49) Andrew Lauterstein (48 s 41) Tommaso D'Orsogna (47 s 71) | 3 min 12 s 40 |     |

En séries, record d'Afrique en 3 min 12 s 08 par l'équipe d'Afrique du Sud
et d'Asie en 3 min 15 s 63 par l'équipe du Japon
| Rang | Pays        | Nageuses | Temps         |            |
| ---- | ----------- | --- | ------------- | ---------- |
| 1    | Pays-Bas    | Inge Dekker (53 s 61) Ranomi Kromowidjojo (52 s 30) Femke Heemskerk (53 s 03) Marleen Veldhuis (52 s 78)     | 3 min 31 s 72 | RM, RE, RC |
| 2    | Allemagne   | Britta Steffen (52 s 22 RM) Daniela Samulski (53 s 49) Petra Dallmann (53 s 75) Daniela Schreiber (52 s 37)  | 3 min 31 s 83 |            |
| 3    | Australie   | Libby Trickett (52 s 62) Marieke Guehrer (53 s 60) Shayne Reese (53 s 25) Felicity Galvez (53 s 54)          | 3 min 33 s 01 | ROc        |
| 4    | États-Unis  | Amanda Weir (54 s 47) Dara Torres (53 s 72) Christine Magnuson (53 s 86) Dana Vollmer (53 s 18)              | 3 min 35 s 23 |            |
| 5    | Suède       | Therese Alshammar (53 s 58) Josefin Lillhage (53 s 58) Sarah Sjöström (53 s 62) Gabriella Fagundez (54 s 57) | 3 min 35 s 35 |            |
| 6    | Chine       | Li Zhesi (54 s 04) Zhu Qianwei (53 s 73) Tang Yi (54 s 16) Pang Jiaying (53 s 70)                            | 3 min 35 s 63 | RAs        |
| 7    | Royaume-Uni | Francesca Halsall (53 s 31) Caitlin McClatchey (54 s 43) Katherine Wyld (54 s 74) Amy Smith (54 s 51)        | 3 min 36 s 99 |            |
| 8    | Hongrie     | Eszter Dara (55 s 09) Evelyn Verrasztó (54 s 20) Agnes Mutina (54 s 74) Katinka Hosszú (55 s 50)             | 3 min 39 s 53 |            |

### 4 × 200 m nage libre
| Rang | Pays           | Nageurs | Temps         |             |
| ---- | -------------- | --- | ------------- | ----------- |
| 1    | États-Unis     | Michael Phelps (1 min 44 s 49) Ricky Berens (1 min 44 s 13) David Walters (1 min 45 s 47) Ryan Lochte (1 min 44 s 46)                | 6 min 58 s 55 | RM, RAm, RC |
| 2    | Russie         | Nikita Lobintsev (1 min 45 s 10) Michail Polishuk (1 min 45 s 42) Danila Izotov (1 min 44 s 48) Alexander Sukhorukov (1 min 44 s 15) | 6 min 59 s 15 | RE          |
| 3    | Australie      | Kenrick Monk (1 min 46 s 00) Robert Hurley (1 min 46 s 47) Tommaso D'Orsogna (1 min 44 s 82) Patrick Murphy (1 min 44 s 36)          | 7 min 1 s 65  | ROc         |
| 4    | Japon          | Sho Uchida (1 min 45 s 90) Yoshihiro Okumura (1 min 45 s 83) Shogo Hihara (1 min 45 s 99) Takeshi Matsuda (1 min 44 s 54)            | 7 min 2 s 26  | RAs         |
| 5    | Allemagne      | Paul Biedermann (1 min 42 s 81) Felix Wolf (1 min 47 s 65) Yannick Lebherz (1 min 47 s 31) Clemens Rapp (1 min 45 s 42)              | 7 min 3 s 19  |             |
| 6    | Italie         | Emiliano Brembilla (1 min 46 s 29) Gianluca Maglia (1 min 45 s 85) Marco Belotti (1 min 45 s 46) Filippo Magnini (1 min 45 s 88)     | 7 min 3 s 48  |             |
| 7    | Royaume-Uni    | Robert Renwick (1 min 45 s 99) Robert Bale (1 min 47 s 18) David Carry (1 min 46 s 41) Ross Davenport (1 min 46 s 09)                | 7 min 5 s 67  |             |
| 8    | Afrique du Sud | Jean Basson (1 min 46 s 13) Darian Townsend (1 min 46 s 81) Jan Albert Venter (1 min 47 s 13) Sebastien Rousseau (1 min 48 s 44)     | 7 min 8 s 51  | RAf         |

En séries, record d'Asie en 7 min 03 s 30 par l'équipe du Japon,
record d'Europe en 7 min 05 s 62 par l'équipe d'Allemagne,
record d'Afrique en 7 min 08 s 01 par l'équipe d'Afrique du Sud.
| Rang | Pays        | Nageuses | Temps         |             |
| ---- | ----------- | --- | ------------- | ----------- |
| 1    | Chine       | Yang Yu (1 min 55 s 47) Zhu Qianwei (1 min 55 s 79 ) Liu Jing (1 min 56 s 09) Pang Jiaying (1 min 54 s 73)                                  | 7 min 42 s 08 | RM, RAs, RC |
| 2    | États-Unis  | Dana Vollmer (1 min 55 s 29) Lacey Nymeyer (1 min 57 s 88) Ariana Kukors (1 min 55 s 18) Allison Schmitt (1 min 54 s 21)                    | 7 min 42 s 56 | RAm         |
| 3    | Royaume-Uni | Joanne Jackson (1 min 55 s 98) Jazmin Carlin (1 min 56 s 78) Caitlin Mcclatchey (1 min 56 s 42) Rebecca Adlington (1 min 56 s 33)           | 7 min 45 s 51 | RE          |
| 4    | Italie      | Renata Fabiola Spagnolo (1 min 58 s 79) Alessia Filippi (1 min 56 s 97) Alice Carpanese (1 min 57 s 36) Federica Pellegrini (1 min 53 s 45) | 7 min 46 s 57 |             |
| 5    | Australie   | Ellen Fullerton (1 min 57 s 38) Stephanie Rice (1 min 55 s 71) Merindah Dingjan (1 min 56 s 66) Bronte Barratt (1 min 57 s 10)              | 7 min 46 s 85 |             |
| 6    | Hongrie     | Agnes Mutina (1 min 56 s 64) Evelyn Verrasztó (1 min 57 s 20) Eszter Dara (1 min 59 s 04) Katinka Hosszú (1 min 55 s 16)                    | 7 min 48 s 04 |             |
| 7    | France      | Coralie Balmy (1 min 57 s 12) Ophélie-Cyrielle Étienne (1 min 56 s 10) Sophie Huber (1 min 58 s 40) Camille Muffat (1 min 56 s 82)          | 7 min 48 s 44 |             |
| 8    | Canada      | Geneviève Saumur (1 min 56 s 97) Julia Wilkinson (1 min 57 s 39) Alexandra Gabor (1 min 57 s 07) Heather Maclean (1 min 57 s 71)            | 7 min 49 s 14 |             |

Record d'Europe en 7 min 49 s 04 par l'équipe du Royaume-Uni en séries.

### 4 × 100 m 4 nages
| Rang  | Pays        | Nageurs | Temps         |             |
| ----- | ----------- | --- | ------------- | ----------- |
| 1     | États-Unis  | Aaron Peirsol (52 s 19 RC) Eric Shanteau (58 s 57) Michael Phelps (49 s 72) David Walters (46 s 80)             | 3 min 27 s 28 | RM, RAm, RC |
| 2     | Allemagne   | Helge Meeuw (52 s 27 RE) Hendrik Feldwehr (58 s 51) Benjamin Starke (50 s 91) Paul Biedermann (46 s 89)         | 3 min 28 s 54 | RE          |
| 3     | Australie   | Ashley Delaney (53 s 10) Brenton Rickard (57 s 80) Andrew Lauterstein (50 s 58) Matthew Targett (47 s 16)       | 3 min 28 s 64 | ROc         |
| 4     | Brésil      | Guilherme Guido (53 s 78) Henrique Barbosa (58 s 68) Gabriel Mangabeira (50 s 48) César Cielo (46 s 26)         | 3 min 29 s 16 |             |
| 5     | France      | Jérémy Stravius (53 s 96) Hugues Duboscq (58 s 54) Clément Lefert (50 s 97) Alain Bernard (46 s 26)             | 3 min 29 s 73 |             |
| 6     | Russie      | Arkadi Viatchanine (52 s 57) Grigory Falko (1 min 0 s 00) Evgeny Korotyshkin (50 s 57) Andrey Grechin (47 s 46) | 3 min 30 s 60 |             |
| 7     | Japon       | Junya Koga (52 s 90) Ryo Tateishi (58 s 90) Takuro Fujii (50 s 68) Rammaru Harada (48 s 43)                     | 3 min 30 s 91 |             |
| disq. | Royaume-Uni | Liam Tancock (53 s 71) James Gibson (59 s 46) Michael Rock Simon Burnett                                        |               |             |

En séries, record d'Europe en 3 min 29 s 48 par l'équipe d'Allemagne,
record d'Océanie en 3 min 29 s 84 par l'équipe d'Australie,
record d'Asie en 3 min 30 s 74 par l'équipe d'Asie,
record d'Afrique en 3 min 31 s 53 par l'équipe d'Afrique du Sud.
| Rang | Pays        | Nageuses | Temps         |             |
| ---- | ----------- | --- | ------------- | ----------- |
| 1    | Chine       | Zhao Jing (58 s 98) Chen Huijia (1 min 4 s 12) Jiao Liuyang (56 s 28) Li Zhesi (52 s 81)                             | 3 min 52 s 19 | RM, RAs, RC |
| 2    | Australie   | Emily Seebohm (59 s 40) Sarah Katsoulis (1 min 4 s 65) Jessicah Schipper (56 s 19) Libby Trickett (52 s 34)          | 3 min 52 s 58 | ROc         |
| 3    | Allemagne   | Daniela Samulski (59 s 85) Sarah Poewe (1 min 6 s 81) Annika Mehlhorn (57 s 14) Britta Steffen (51 s 99)             | 3 min 55 s 79 | RE          |
| 4    | Royaume-Uni | Gemma Spofforth (58 s 96) Lowri Tynan (1 min 7 s 80) Ellen Gandy (57 s 39) Francesca Halsall (52 s 88)               | 3 min 57 s 03 |             |
| 5    | Pays-Bas    | Femke Heemskerk (1 min 1 s 28) Lia Dekker (1 min 6 s 51) Inge Dekker (56 s 82) Ranomi Kromowidjojo (52 s 70)         | 3 min 57 s 31 |             |
| 6    | Canada      | Julia Wilkinson (1 min 0 s 37) Annamay Pierse (1 min 6 s 48) Audrey Lacroix (57 s 51) Victoria Poon (53 s 51)        | 3 min 57 s 87 |             |
| 7    | Japon       | Shiho Sakai (59 s 30) Nanaka Tamura (1 min 7 s 24) Yuka Kato (57 s 32) Haruka Ueda (54 s 07)                         | 3 min 57 s 93 |             |
| 8    | Brésil      | Fabiola Molina (1 min 0 s 07) Carolina Mussi (1 min 8 s 22) Gabriella Silva (56 s 65) Tatiana Lemosbarbosa (53 s 89) | 3 min 58 s 83 |             |

## Légende
- RM : record du monde
- RAf : record d'Afrique
- RAm : record d'Amérique
- RAs : record d'Asie
- RE : record d'Europe
- ROc : record d'Océanie
- RC : record des Championnats
- RN : record national
- disq. : disqualification

## Records du monde battus
| Date       | Discipline                          | ()  | Nouveau détenteur     | Nouveau temps | Ancien détenteur      | Ancien temps  | Année  |
| ---------- | ----------------------------------- | --- | --------------------- | ------------- | --------------------- | ------------- | ------ |
| 26 juillet | 100 m papillon dames                | d   | Sarah Sjöström        | 56 s 44       | Inge de Bruijn        | 56 s 61       | 2000   |
| 26 juillet | 400 m nl messieurs                  | f   | Paul Biedermann       | 3 min 40 s 07 | Ian Thorpe            | 3 min 40 s 08 | 2002   |
| 26 juillet | 200 m 4 nages dames                 | d   | Ariana Kukors         | 2 min 7 s 03  | Stephanie Rice        | 2 min 8 s 45  | 2008   |
| 26 juillet | 400 m nl dames                      | f   | Federica Pellegrini   | 3 min 59 s 15 | Federica Pellegrini   | 4 min 0 s 41  | 2009   |
| 26 juillet | 100 m nl dames                      | r,f | Britta Steffen        | 52 s 22       | Britta Steffen        | 52 s 56       | 2009   |
| 26 juillet | 4 × 100 m nl dames                  | f   | équipe des Pays-Bas   | 3 min 31 s 72 | équipe des Pays-Bas   | 3 min 33 s 62 | 2008   |
| 27 juillet | 100 m brasse messieurs              | f   | Brenton Rickard       | 58 s 58       | Kosuke Kitajima       | 58 s 91       | 2008   |
| 27 juillet | 100 m papillon dames                | f   | Sarah Sjöström        | 56 s 06       | Sarah Sjöström        | 56 s 44       | 2009 * |
| 27 juillet | 100 m brasse dames                  | d   | Rebecca Soni          | 1 min 4 s 84  | Leisel Jones          | 1 min 5 s 09  | 2006   |
| 27 juillet | 100 m dos dames                     | d   | Anastasia Zueva       | 58 s 48       | Kirsty Coventry       | 58 s 77       | 2008   |
| 27 juillet | 200 m 4 nages dames                 | f   | Ariana Kukors         | 2 min 6 s 15  | Ariana Kukors         | 2 min 7 s 03  | 2009 * |
| 28 juillet | 50 mètres brasse messieurs          | d   | Cameron van der Burgh | 26 s 74       | Felipe França         | 27 s 89       | 2009   |
| 28 juillet | 200 mètres nage libre dames         | d   | Federica Pellegrini   | 1 min 53 s 67 | Federica Pellegrini   | 1 min 54 s 47 | 2009   |
| 28 juillet | 200 mètres nage libre messieurs     | f   | Paul Biedermann       | 1 min 42 s 00 | Michael Phelps        | 1 min 42 s 96 | 2008   |
| 28 juillet | 100 mètres dos dames                | f   | Gemma Spofforth       | 58 s 12       | Anastasia Zueva       | 58 s 48       | 2009 * |
| 29 juillet | 200 mètres papillon dames           | s   | Mary Descenza         | 2 min 4 s 14  | Liu Zige              | 2 min 4 s 18  | 2008   |
| 29 juillet | 50 mètres dos dames                 | d   | Daniela Samulski      | 27 s 39       | Daniela Samulski      | 27 s 61       | 2009   |
| 29 juillet | 50 mètres dos dames                 | d   | Anastasia Zueva       | 27 s 38       | Daniela Samulski      | 27 s 39       | 2009 * |
| 29 juillet | 200 mètres papillon messieurs       | f   | Michael Phelps        | 1 min 51 s 51 | Michael Phelps        | 1 min 52 s 09 | 2007   |
| 29 juillet | 200 mètres nage libre dames         | f   | Federica Pellegrini   | 1 min 52 s 98 | Federica Pellegrini   | 1 min 53 s 67 | 2009 * |
| 29 juillet | 50 mètres dos messieurs             | f   | Cameron van der Burgh | 26 s 67       | Randall Bal           | 24 s 33       | 2008   |
| 29 juillet | 800 mètres nage libre messieurs     | f   | Zhang Lin             | 7 min 32 s 12 | Grant Hackett         | 7 min 38 s 65 | 2005   |
| 30 juillet | 200 mètres 4 nages messieurs        | f   | Ryan Lochte           | 1 min 54 s 10 | Michael Phelps        | 1 min 54 s 23 | 2008   |
| 30 juillet | 200 mètres brasse dames             | d   | Annamay Pierse        | 2 min 20 s 12 | Rebecca Soni          | 2 min 20 s 22 | 2008   |
| 30 juillet | 100 mètres nage libre messieurs     | f   | César Cielo           | 46 s 91       | Eamon Sullivan        | 47 s 05       | 2008   |
| 30 juillet | 200 mètres papillon dames           | f   | Jessicah Schipper     | 2 min 3 s 41  | Mary Descenza         | 2 min 4 s 14  | 2009 * |
| 30 juillet | 200 mètres brasse messieurs         | d   | Christian Sprenger    | 2 min 7 s 31  | Kōsuke Kitajima       | 2 min 7 s 51  | 2008   |
| 30 juillet | 50 mètres dos dames                 | f   | Zhao Jing             | 27 s 06       | Anastasia Zueva       | 27 s 38       | 2009 * |
| 30 juillet | 4 × 200 mètres nage libre dames     | f   | équipe de Chine       | 7 min 42 s 08 | équipe d'Australie    | 7 min 44 s 31 | 2008   |
| 31 juillet | 100 mètres nage libre dames         | f   | Britta Steffen        | 52 s 07       | Britta Steffen        | 52 s 22       | 2009 * |
| 31 juillet | 200 mètres dos messieurs            | f   | Aaron Peirsol         | 1 min 51 s 92 | Aaron Peirsol         | 1 min 53 s 08 | 2009   |
| 31 juillet | 200 mètres dos messieurs            | f   | Aaron Peirsol         | 1 min 51 s 92 | Aaron Peirsol         | 1 min 53 s 08 | 2009   |
| 31 juillet | 50 mètres papillon dames            | d   | Marleen Veldhuis      | 25 s 28       | Marleen Veldhuis      | 25 s 33       | 2009   |
| 31 juillet | 50 mètres papillon dames            | d   | Therese Alshammar     | 25 s 07       | Marleen Veldhuis      | 25 s 28       | 2009 * |
| 31 juillet | 100 mètres papillon messieurs       | d   | Milorad Čavić         | 50 s 01       | Michael Phelps        | 50 s 22       | 2009   |
| 31 juillet | 4 × 200 mètres nage libre messieurs | f   | équipe des États-Unis | 6 min 58 s 55 | équipe des États-Unis | 6 min 58 s 55 | 2008   |
| 1er août   | 200 mètres dos dames                | f   | Kirsty Coventry       | 2 min 4 s 81  | Kirsty Coventry       | 2 min 5 s 24  | 2008   |
| 1er août   | 100 mètres papillon messieurs       | f   | Michael Phelps        | 49 s 82       | Milorad Čavić         | 50 s 22       | 2009 * |
| 1er août   | 50 mètres dos messieurs             | d   | Liam Tancock          | 24 s 08       | Randall Bal           | 24 s 33       | 2008   |
| 1er août   | 4 × 100 mètres 4 nages dames        | f   | équipe de Chine       | 3 min 52 s 19 | équipe d'Australie    | 3 min 52 s 69 | 2008   |
| 2 août     | 50 mètres dos messieurs             | f   | Liam Tancock          | 24 s 04       | Liam Tancock          | 24 s 08       | 2009 * |
| 2 août     | 50 mètres brasse dames              | f   | Yuliya Efimova        | 30 s 09       | Amanda Reason         | 30 s 23       | 2009   |
| 2 août     | 50 mètres nage libre dames          | f   | Britta Steffen        | 23 s 73       | Marleen Veldhuis      | 23 s 96       | 2009   |
| 2 août     | 4 × 100 mètres 4 nages messieurs    | f   | équipe des États-Unis | 3 min 27 s 28 | équipe des États-Unis | 3 min 29 s 34 | 2008   |

* record battu pendant ces mêmes championnats

## Tableau des médailles
| Rang  | Nation         | Or | Argent | Bronze | Total |
| ----- | -------------- | -- | ------ | ------ | ----- |
| 1     | États-Unis     | 10 | 6      | 6      | 22    |
| 2     | Allemagne      | 4  | 4      | 1      | 9     |
| 3     | Chine          | 4  | 2      | 4      | 10    |
| 4     | Australie      | 3  | 4      | 9      | 16    |
| 5     | Italie         | 3  | 0      | 1      | 4     |
| 6     | Royaume-Uni    | 2  | 3      | 2      | 7     |
| 7     | Hongrie        | 2  | 1      | 3      | 6     |
| 8     | Brésil         | 2  | 1      | 0      | 3     |
| 8     | Serbie         | 2  | 1      | 0      | 3     |
| 10    | Russie         | 1  | 5      | 1      | 7     |
| 11    | Japon          | 1  | 2      | 1      | 4     |
| 12    | Tunisie        | 1  | 2      | 0      | 3     |
| 13    | Danemark       | 1  | 1      | 0      | 2     |
| 13    | Suède          | 1  | 1      | 0      | 2     |
| 13    | Zimbabwe       | 1  | 1      | 0      | 2     |
| 16    | Afrique du Sud | 1  | 0      | 2      | 3     |
| 17    | Pays-Bas       | 1  | 0      | 1      | 2     |
| 18    | France         | 0  | 3      | 3      | 6     |
| 19    | Canada         | 0  | 2      | 1      | 3     |
| 20    | Pologne        | 0  | 1      | 0      | 1     |
| 21    | Espagne        | 0  | 0      | 3      | 3     |
| 22    | Roumanie       | 0  | 0      | 1      | 1     |
| 22    | Autriche       | 0  | 0      | 1      | 1     |
| 22    | Lituanie       | 0  | 0      | 1      | 1     |
| 22    | Norvège        | 0  | 0      | 1      | 1     |
| Total | Total          | 40 | 40     | 42     | 122   |